# Distrito de Meilen
Meilen é um distrito da Suíça, localizado no cantão de Zurique. Tem 84,64 km² de área e sua população em 2019 foi estimada em 105.397 habitantes. Sua sede é a comuna de Meilen.

## Comunas
Meilen está composto por um total de 11 comunas:
| Comuna         | População (31 de dezembro de 2019) | Área, km² |
| -------------- | ---------------------------------- | --------- |
| Erlenbach      | 5.592                              | 2.97      |
| Herrliberg     | 6.460                              | 8.97      |
| Hombrechtikon  | 8.775                              | 12.19     |
| Küsnacht       | 14.564                             | 12.35     |
| Männedorf      | 11.359                             | 4.78      |
| Meilen         | 14.335                             | 11.93     |
| Oetwil am See  | 4.840                              | 6.09      |
| Stäfa          | 14.718                             | 8.59      |
| Uetikon am See | 6.201                              | 3.49      |
| Zollikon       | 13.067                             | 7.84      |
| Zumikon        | 5.486                              | 5.44      |
| Total          | 105.397                            | 84.64     |